# Luca Giustiniani
Luca Giustiniani a été le 107e doge de Gênes du 21 juillet 1644 au 21 juillet 1646.